# Висока Земљина орбита
Висока Земљина орбита (ВЗО) је геоцентрична орбита са висином изнад геосинхроне орбите (35.786 km (22.236 mi)). Орбитални периоди таквих орбита су већи од двадесет четири сата, дакле сателити у таквим орбита имају очигледно ретроградно кретање. То значи да чак и ако су у екваторијалној орбиталној путањи (90°, 0°), њихова орбитална брзина је мања од брзине Земљине ротације, изазивајући да се у односу на тло небески апарат креће на запад.